# Pterotricha paupercula
Pterotricha paupercula är en spindelart som beskrevs av Denis 1966. Pterotricha paupercula ingår i släktet Pterotricha och familjen plattbuksspindlar.
Artens utbredningsområde är Libya. Inga underarter finns listade i Catalogue of Life.